# محوطه بردتشی
محوطه بردتشی در شهرستان خرم‌آباد، بخش پاپی، دهستان کشور، ۱/۶ کیلومتری روستای بردگر واقع شده و این اثر در تاریخ ۱۸ اسفند ۱۳۸۷ با شمارهٔ ثبت ۲۵۲۷۵ به‌عنوان یکی از آثار ملی ایران به ثبت رسیده است.